# Mr. Vampire
Série Mr. Vampire
Le Retour de Mr. Vampire
(1986)
Pour plus de détails, voir Fiche technique et Distribution.
Mr. Vampire (chinois traditionnel : 殭屍先生, Geung si sin sang, « Mr. jiangshi ») est une comédie d'horreur hongkongaise réalisée par Ricky Lau et sortie le 7 novembre 1985 à Hong Kong. Produit par Sammo Hung, ce film est un grand succès au box-office avec 20 092 129 HK$ de recette et acquiert le statut de film culte. Il a droit à quatre suites, et donne naissance à son époque à une mode de films à thème similaire.
Le « vampire » du film est basé sur le jiangshi, une sorte de zombie bondissant du folklore chinois (zh). Le succès de cette comédie est un élément déterminant du genre jiangshi, très populaire à Hong Kong dans les années 1980, et en a fixé un grand nombre de règles telles que les stéréotypes des personnages : un prêtre taoïste exorciseur (fat-si) et ses élèves gaffeurs et maladroits.
Il est 77e dans le classement des « 100 films hongkongais à voir » établi par les archives du film de Hong Kong,. Sa suite, Le Retour de Mr. Vampire, sort l'année suivante.

## Synopsis
Oncle Neuf est un prêtre taoïste qui est engagé par un riche homme nommé Jen pour déplacer la tombe de son père afin d'améliorer son feng shui. Il découvre que le cercueil a été enterré à la verticale et que le corps est de plus incroyablement bien conservé après 20 ans sous terre. Craignant qu'il ne soit un vampire, il le faire amener chez lui afin de le soumettre à des sorts qui l'empêcheront de se réveiller. Ses deux assistants, Wen-tsai et Sheng, recouvrent le cercueil de lignes d'encre enchantée pour empêcher le vampire de s'échapper. Cependant, ils oublient de couvrir le fond du cercueil et le vampire s'échappe deux nuits plus tard et part tuer son fils Jen avant de s'évanouir dans la nature.
Wai, un inspecteur de police incompétent amoureux de Ting-ting, la fille de Jen, accuse Oncle Neuf d'avoir assassiné Jen et l'arrête. Il est emprisonné dans la prison locale et le corps de Jen est placé juste devant ses barreaux. Sheng s'infiltre pour libérer son maître mais Wai débarque avant que Jen ne se réveille alors en vampire. Il est tué après un combat épique et Wai réalise son erreur et libère Oncle Neuf.
Le vampire du père de Jen attaque à nouveau la maison de Jen mais Wen-tsai et Sheng le combattent et le forcent à fuir. Wen-tsai est cependant blessé et risque de se transformer à sa tour en vampire. Oncle Neuf invite Ting-ting à rester chez lui pour sa sécurité. Il ordonne à Sheng d'aller acheter du riz glutineux pour ramener Wen-tsai à son état normal. Mais le marchand de riz escroque Sheng en mélangeant du riz normal avec le riz demandé. Alors que Sheng rentre chez son maître, il est attiré par une femme mystérieuse. Il en déduit rapidement qu'elle est un esprit, mais elle utilise son pouvoir pour le séduire et ils passent la nuit ensemble.
Lorsque Sheng revient à la maison d'Oncle Neuf, le prêtre s'aperçoit rapidement que son élève a été ensorcelé. La nuit suivante, il suit discrètement Sheng jusqu'à la maison de l'esprit qui se transforme en une goule hideuse et tente de le tuer mais échoue face à ses talismans. Oncle Neuf rompt le sort sur Sheng et combat l'esprit qui s'enfuit.
La nuit suivante, Oncle Neuf ligote Sheng sur une chaise et se prépare à affronter l'esprit ensorceleur qui débarque effectivement. Alors que Sheng tente de se libérer, Wen-tsai se transforme en vampire juste à côté de lui et l'attaque. Oncle Neuf réussit à immobiliser Wen-tsai et est sur le point d'achever l'esprit juste avant que Sheng demande de l'épargner.
Les jours suivants, Oncle Neuf soigne définitivement Wen-tsai. Le vampire du père de Jen attaque alors la demeure et est maintenant assez fort affronter tout le monde sans être vaincu. Acculés, ils sont sauvés par le prêtre Quatre Yeux qui vient leur rendre visite et, avec son aide, ils parviennent à tuer le vampire définitivement.

## Fiche technique
- Titre : Mr. Vampire
- Titre original : 殭屍先生 (Geung si sin sang)
- Réalisation : Ricky Lau
- Scénario : Ricky Lau, Szeto Cheuk-hon, Barry Wong et Wong Ying
- Musique : Melody Bank
- Photographie : Peter Ngor
- Montage : Peter Cheung
- Production : Ko Mun-kai
- Société de production : Bo Ho Film Company, Golden Harvest Company, Paragon Films et Toho-Towa
- Pays :  Hong Kong
- Genre : Action, comédie horrifique et fantastique
- Durée : 96 minutes
- Dates de sortie : 
  - Hong Kong : 7 novembre 1985

## Distribution
- Lam Ching-ying : Oncle Neuf, un prêtre spécialisé dans les arts surnaturels taoïstes.
- Ricky Hui : Wen-tsai, l'élève d'oncle Neuf.
- Chin Siu-ho : Sheng, l'élève d'oncle Neuf.
- Moon Lee : Ting-ting, la fille de maître Jen.
- Huang Ha : Maître Jen, un homme riche. Il est apparemment tué par le vampire mais ressuscite pour devenir comme son défunt père.
- Anthony Chan : Le prêtre Quatre Yeux, l'ami de Kau. Il utilise la magie pour contrôler les cadavres et les transporter dans leurs villes natales pour les enterrer.
- Pauline Wong : Jade, une femme fantôme qui séduit Chau-sang.
- Billy Lau : Wai, l'inspecteur de police peureux. Il est aussi le cousin de Ting-ting.
- Yuen Wah : un vampire

## Production

### Écriture et inspiration
Selon le producteur Sammo Hung, l'idée de Mr. vampire est née avec les histoires que lui racontait sa mère pendant son enfance. L'une des principales sources d’inspiration provient d’un recueil de contes surnaturels appelé Contes étranges du studio du bavard de Pu Songling. Mr. Vampire est basé sur l'histoire d'un jiangshi. Le script n'est pas été écrit par Ricky Lau seul et passe par de nombreux scénaristes, dont Roy Szeto (Chak Han), Wong Ying et Barry Wong (Ping-Yiu). Une fois fini, Eric Tsang le relit. Sammo Hung l'examine également pour apporter des idées à Lau.
Dans une interview, le réalisateur déclare « Comparé à aujourd'hui, la situation était différente car on avait souvent moins de temps pour terminer le script ». Dans le scénario original, le fantôme (Jade) devait mourir pendant le film mais pendant le tournage, Lau décide de changer la fin et de la garder en vie pour rendre le film plus romantique.

### Choix des interprètes
Le réalisateur Ricky Lau voulait une jeune actrice que les gens ne connaissaient pas pour jouer le rôle de la fille de Mr. Jen. Il repère la danseuse Moon Lee lors d'un spectacle et s'approche d'elle en lui demandant « Êtes-vous intéressé par le cinéma car vous correspondez à un personnage de mon film,, ? »
Lam Ching-ying est recommandé au réalisateur par Sammo Hung pour jouer le rôle principal. Lui et Lam avaient déjà travaillé ensemble sur Prodigal Son,. Ricky Lau déclare à son sujet qu'« il a l'air froid mais en réalité il a bon cœur », c'est pourquoi il était fait pour le rôle.
Le réalisateur n'avait toujours pas choisi l'actrice pour jouer le rôle de la fantôme et celui-ci a finalement échu à Pauline Wong qui avait impressionné Ricky Lau dans son précédent film Person at the end. Chin Siu-ho est choisi pour son habileté au kung-fu et son expérience dans les scènes d'action,. Ricky Lau déclare qu'« il était sérieux et n'utilisait pas de cascadeur ».
Sammo Hung (le producteur) engage Billy Lau pour ajouter un personnage comique supplémentaire.

### Tournage
Le tournage dure près de six mois,. Sur le plateau, les acteurs font parfois des blagues, et si le réalisateur Ricky Lau les apprécie, il les insère dans le film,. La scène d'amour qui ne contient aucune scène d'action a pris deux semaines à être tournée, en plus de trois semaines de tournage à Taïwan,.
L'équipe de production a construit un village entier qui apparaît au début et à la fin du film. La scène dans laquelle un cadavre est découvert est tournée à Taïwan sur un site avec des arches en pierre. Une vraie rue est construite en pierre qui sera plus tard réutilisée pour d'autres films et séries télévisées. À Hong Kong, la plupart des studios ne peuvent pas se permettre de construire un décor. Il faut donc une semaine pour les mettre en place à Taïwan. Les studios de la Golden Harvest sont utilisés comme décor pour la scène où Oncle Neuf est en prison.
La scène où le corps est exhumé est tournée dans les Nouveaux Territoires à Hong Kong. Le décor est réutilisé dans d'autres films comme La Danse du lion et pour le combat final de La 36e Chambre de Shaolin. Des scènes sont également tournées dans les Nouveaux Territoires par exemple lorsque la police trouve le vampire dans la grotte ou lors de la scène où un corps est brûlé.
Le producteur Sammo Hung passe peu sur le plateau pour favoriser la bonne ambiance de travail car il est conscient que sa présence peut rendre les acteurs et l'équipe nerveux. Il donne ainsi carte blanche au réalisateur Ricky Lau.
Un véritable serpent est tué lors de la scène de fabrication d'une soupe de serpent car l'équipe de production ne peut pas se permettre la fabrication d'un faux serpent. C'est aussi le cas dans une scène où le sang d'un poulet est nécessaire et que sa gorge est coupée au-dessus d'un bol qui recueille son sang.
Mr. Vampire se déroule dans les années 1910 et 1920, comme on peut le voir avec les emblèmes d'étoiles à cinq couleurs, mais le costume des vampires appartient à la dynastie précédente, la dynastie Qing.
Les scènes d'action du film sont chorégraphiées par le réalisateur et Ching-ying. Le réalisateur et les acteurs se repartissent en deux équipes de travail (12 heures par équipe). L'équipe de jour commence à sept heures du matin jusqu'à sept heures du soir. Celle de nuit travaille de sept heures du soir à sept heures du matin et de nombreux acteurs ne dorment pas vraiment pendant peut-être deux semaines.
Le tournage se fait pendant des mois d'été extrêmement chauds et Yuen Wah souffre beaucoup car il n'est pas autorisé à retirer le plastique de son visage,. Après plusieurs heures passées au maquillage chaque jour, il enchaînait les journées de travail sans pouvoir bouger, parler ou manger correctement. Ironie du sort, Ricky Lau a coupé beaucoup de séquences de Yuen dans le montage final, car il pensait que trop de vampires bondissants ralentirai le rythme.
Vers la fin du tournage, Mr. Vampire, les acteurs et l'équipe devait accélérer le rythme de travail car la sortie programmée du film était imminente.
Moon Lee se rappelle le tournage de Mr. Vampire comme une expérience relativement agréable. Lam Ching-ying avait toujours l'air sérieux pendant le tournage. Il restait dévoué et professionnel, bien que ses amis aient évoqué son sens de l'humour.
Une rumeur prétend que ce serait en fait Hung qui aurait réellement réalisé Mr. Vampire au lieu de Ricky Lau. Hung a toujours nié cela et Chin Siu-ho a confirmé que Ricky Lau était le véritable réalisateur.
Mr. Vampire est le tout premier film réalisé par le réalisateur hongkongais Ricky Lau qui avait déjà travaillé avec Sammo Hung en tant que cadreur.

### Cascades
À différents moments du film, des fils ont été utilisés. Le personnel de production devait s'assurer qu'ils n'apparaissent pas à l'écran en les pulvérisant de la même couleur que l'arrière-plan défini. Le fait de voir les fils était très désavantageux pour l'exportation à l'étranger. Cependant, aucun fil n'a été utilisé dans la scène où l'acteur Chin Siu-ho effectue un retourné au-dessus d'une porte.
Le chorégraphe de scènes d'action, Yuen Wah, double un vampire pour certains des coups les plus acrobatiques, comme la scène finale où le vampire brûle (les flammes et l'huile étant réelles).

### Musique
Les musiques atmosphériques de Mr. Vampire sont le travail de la compagnie de production d'Anders Nelsson (en), The Melody Bank. Le thème de Jade, Gwai San Noeng (鬼新娘; Ghost Bride), est chanté par le chœur Jie'er (傑兒合唱團). La musique est écrite par Lee On-Tat et les paroles par Cheng Kwok-Kong.

### Budget
Mr. Vampire a un budget initial de 4,5 millions HK$, mais au milieu de la production, il est déjà épuisé. Le réalisateur demande plus d'argent et reçoit un million supplémentaire pour terminer le film. Après une semaine, l'argent est de nouveau épuisé. Une fois le film terminé, il a coûté au total 8,5 millions HK$. Sammo Hung estime que le film a causé une perte de 2 à 3 millions HK$ à la Golden Harvest.

## Récompenses
Mr. Vampire est nommé pour treize prix, dont deux pour le meilleur second rôle (Billy Lau et Lam Ching-ying). Sur les treize nominations, le film ne reçoit qu'un seul prix pour la meilleure musique de film originale.
| Awards                                 | Awards                              | Awards                                  | Awards |
| Prix                                   | Catégorie                           | Nom                                     | Issue  |
| -------------------------------------- | ----------------------------------- | --------------------------------------- | ------ |
| 5e cérémonie des Hong Kong Film Awards | Meilleur film                       | Mr. Vampire                             | Nommé  |
| 5e cérémonie des Hong Kong Film Awards | Meilleure musique de film originale | Lo Ta-yu                                | Nommé  |
| 5e cérémonie des Hong Kong Film Awards | Meilleur réalisateur                | Ricky Lau                               | Nommé  |
| 5e cérémonie des Hong Kong Film Awards | Meilleur scénario                   | Wong Ying, Barry Wong, Sze-to Cheuk-hon | Nommé  |
| 5e cérémonie des Hong Kong Film Awards | Meilleur acteur dans un second rôle | Billy Lau                               | Nommé  |
| 5e cérémonie des Hong Kong Film Awards | Meilleur acteur dans un second rôle | Lam Ching-ying                          | Nommé  |
| 5e cérémonie des Hong Kong Film Awards | Meilleur espoir                     | Billy Lau                               | Nommé  |
| 5e cérémonie des Hong Kong Film Awards | Meilleure photographie              | Peter Ngor                              | Nommé  |
| 5e cérémonie des Hong Kong Film Awards | Meilleur montage                    | Peter Cheung                            | Nommé  |
| 5e cérémonie des Hong Kong Film Awards | Meilleur direction artistique       | Lam Sai-lok                             | Nommé  |
| 5e cérémonie des Hong Kong Film Awards | Meilleur direction d'action         | Sammo Hung Stunt Team                   | Nommé  |
| 5e cérémonie des Hong Kong Film Awards | Meilleure musique de film originale | Melody Bank                             | Gagné  |
| 5e cérémonie des Hong Kong Film Awards | Meilleure musique de film originale | 鬼新娘                                  | Nommé  |

## Box-office
Mr. Vampire est exploité au cinéma du 7 novembre au 4 décembre 1985 et récolte un total de 20 092 129 HK$. Il doit affronter la rude concurrence des autres films de Sammo Hung (le producteur) et Jackie Chan tels que Le Flic de Hong Kong, Police Story et First Mission.
La première de Mr. Vampire a lieu au Grand Ocean (Hong Kong). Le réalisateur est tellement inquiet du succès de ce film et de l'avenir de sa carrière de réalisateur qu'il reste dehors pendant la projection, accueillant les spectateurs jusqu'à ce qu'il entende le public rire.

## Droits de distribution et classification
Sino Cine Co. Ltd. achète les droits de distribution de Mr. Vampire au Royaume-Uni et le BBFC classe le film comme « Interdit aux moins de 15 ans » sans aucune censure et il sort en mars 1986. L'année suivante, Chinatown Cinema achète les droits de distribution en Australie où le film est classé « Déconseillé aux moins de 15 ans » le 1er janvier 1986.
Au Canada, la Commission de classification des films du Manitoba (en) interdit le film aux moins de 14 tandis que les droits de distribution sont achetés par Festival Cinema, la Commission de révision cinématographique de l'Ontario (en) déconseille Mr. Vampire aux moins de 18 ans le 1er avril 1986 et la Régie du cinéma du Québec aux moins de 14 ans en 1986, puis à tout public le 9 septembre 2004,.
À Singapour, le film est censuré et classé comme « Accompagnement parental obligatoire » puis comme « Déconseillé aux moins de 16 ans ».

## Réception critique
Mr. Vampire est bien accueilli à Taïwan, en Asie du Sud-Est et surtout au Japon, où il lance une mode des vampires avec des jouets et de nombreux autres produits dérivés avec des vampires,,,.
Le film est présenté sur la chaîne britannique Channel 4 dans une émission sur les histoires de fantômes chinois en 1990 présentée par Jonathan Ross avec d'autres films similaires du genre tels que L'Exorciste chinois, Zu, les guerriers de la montagne magique, Esprit d'amour (en), Spiritual Love (en) et Rouge.
Dans les bonus du DVD de Mr. Vampire, Bey Logan dit que le film a des « effets visuels très basiques car on n'était qu'au début de l'apparition des effets visuels dans les films de Hong Kong ».
LoveHKFilm le décrit comme « très probablement l'entrée dans le célèbre genre de la comédie d'horreur de Hong Kong » et « un film amusant qui met en vedette Lam Ching-ying à son meilleur ».
La version anglaise de Mr vampire est de faible qualité, redoublant les personnages avec des accents américains. Les effets sonores sont inadéquats et des bruits de pas sont ajoutés comme effet supplémentaire. Cette version du film n'est cependant pas diffusée en masse.
Mr. Vampire est classé au numéro 77 des « 100 films hongkongais à voir » établi par les archives du film de Hong Kong,.

## Postérité

### Suites
Succès commercial à Hong Kong, il est considéré comme un film culte par les amateurs étrangers du cinéma hongkongais et inspiré de nombreuses parodies et films d'hommage. Le film popularise le personnage de Lam Ching-ying, l'exorciste taoïste mono-sourcil, qu'il interprète non seulement dans les suites de Mr. Vampire, mais aussi dans de nombreux autres films, y compris des films indépendants.
Les suites de Mr. Vampire, telles que Mr. Vampire 2, Mr. Vampire 3 et Mr. Vampire 4, se rapportent peu au premier film et se limitent uniquement à la même thématique. Il n'y a en fait qu'une seule vraie suite canonique, Mr. Vampire 1992 également de Ricky Lau. La confusion avec les suites est aggravée non seulement par les noms des films, mais aussi par le fait que certains acteurs du premier films apparaissent dedans, bien que leur rôle soit souvent différent. Il y a aussi d'autres films de vampire chinois avec Lam Ching-ying, comme L'Exorciste chinois 2 (1990) et Magic Cop (1990), ou réalisés par Lam lui-même, tels que Vampire vs Vampire (1989), qui ne font cependant pas partis de la franchise Mr. Vampire. En outre, Lam utilise son vrai nom pour son personnage dans certains des films dans lesquels il joue.
Une série télévisée intitulée Vampire Expert (殭屍道長) avec Lam Ching-ying est diffusée de 1996 à 1997. Cependant, lors du tournage de la troisième saison, Lam développe un cancer du foie et meurt avant la fin du projet. La première saison de My Date with a Vampire (en), une série télévisée produite par ATV (en), est dédiée à Lam, et l'histoire est basée sur les événements futurs de Vampire Expert.

### Théâtre
Mr. Vampire est adapté en pièce de théâtre et joué au centre culturel de Hong Kong du 29 au 31 octobre 2010 dans le cadre de thèmes d'Halloween et du Festival New Vision Arts. Tang Lok-yin est la directrice musicale et compositrice de la pièce et Pun Siu-fai en est le chorégraphe.
L'inspiration de cette pièce vient de la directrice musicale qui regardait beaucoup les films de Lam Ching-Ying dans sa jeunesse avec son petit frère. Elle mentionne également son rôle de prêtre taoïste dans la série des Mr. Vampire. Elle dit également qu'elle était en quelque sorte obligée de regarder ces films parce que ses parents en étaient friands.
Sur la scène, le décor est composé de six cercueils et d'une grande lune. La pièce débute avec le suicide d'une femme accablée de douleur. La pièce popularise le thème du qi (essence vitale) et les conséquences qui ont lieu s'il ne quitte pas le corps d'une personne qui meurt de rancune. Elle dépeint l'amour et la haine en utilisant des danseurs déguisés en animaux qui alternent entre s'embrasser et se mordre. Le spectacle se transforme alors en une performance similaire à celle des clips Thriller et Beat It de Michael Jackson.

### Jeux-vidéo
Mr. Vampire est adapté en jeu vidéo au Japon intitulé Reigen Doushi (en). Édité par Pony Canyon, certaines scènes du jeu sont extraites du film. Le jeu vidéo sort sur NES au Japon le 16 septembre 1988 et aux États-Unis le 1er avril 1990 sous le titre Phantom Fighter par l'éditeur FCI Inc (en) et le développeur Marionette,.

### Produits dérivés
Un certain nombre de jeux de société japonais se rapportant à Mr. Vampire sont sortis au Japon.